# Battaglia di Dongola (642)

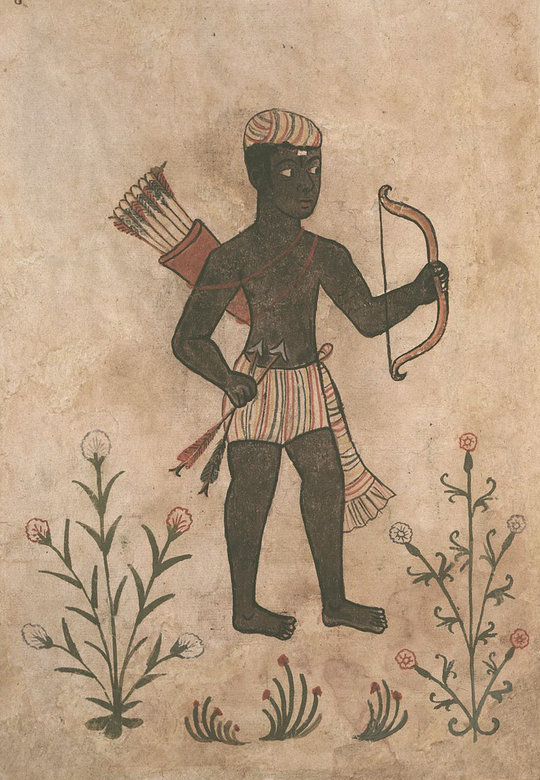
Un arciere nubiano - Codex Casanatense (XVI secolo).

La prima battaglia di Dongola fu uno scontro combattuto tra le prime forze arabo-musulmane del Califfato dei Rashidun e le forze nubiano-cristiane del regno di Makuria nel 642. L'esito favorevole ai nubiani arrestò temporaneamente le incursioni arabe in Nubia, aprendo un periodo di ostilità tra le due culture culminato con la seconda battaglia di Dongola nel 652, parimenti favorevole ai Nubiani.

## Antefatto
Nel VI secolo, l'antico Regno di Kush si convertì al cristianesimo e si disgregò in una sorta di confederazione di piccoli regni cristiani (Alodia, Makuria e Nobazia) posti al confine meridionale dell'Egitto a quel tempo parte dell'Impero bizantino. Oltre un secolo dopo, nel 632, le tribù arabe nomadi si unirono grazie all'Islam in una forza militare e politica in espansione che nel 640, sotto la guida di ʿAmr ibn al-ʿĀṣ eseguì la conquista dell'Egitto. Per consolidare il controllo musulmano sull'Egitto, era inevitabile proteggere i suoi confini occidentali e meridionali. Amr di conseguenza inviò spedizioni nell'Africa settentrionale bizantina e nella Nubia di Makuria.

## Battaglia
Nell'estate del 642, ʿAmr ibn al-ʿĀṣ inviò una colonna di 20 000 cavalieri sotto il cugino Uqba ibn Nafi' contro Makuria. Riuscirono ad arrivare fino a Dongola, la capitale della Makuria. Tuttavia, in una rara svolta degli eventi, le forze arabe furono respinte. Secondo lo storico Ahmad ibn Yahya al-Baladhuri, i musulmani scoprirono che i Nubiani combattevano strenuamente e li affrontavano con piogge di frecce. La maggior parte delle forze arabe tornò con gli occhi feriti e accecati. Fu così che i Nubiani si meritarono la nomea di "allievi percuotitori". Anche Al-Baladhuri afferma, citando una delle sue fonti che si recò in Nubia due volte durante il regno di ʿOmar ibn al-Khaṭṭāb.
La vittoria nubiana a Dongola fu una delle rare sconfitte riportate dal califfato dei Rashidun durante la metà del VII secolo. Con la micidiale precisione dei loro arcieri e le loro forze di cavalleria esperte, Makuria fu in grado di scuotere la fiducia dell'Amr abbastanza da permettergli di ritirare le sue forze dalla Nubia.

## Ritiro arabo dalla Nubia
Le fonti arabe non ammettono che la spedizione in Nubia si concluse con una sconfitta per i musulmani, pur riconoscendo parimenti che non si trattò un successo. La spedizione in Nubia, così come quella di maggior successo condotta nel Nord Africa bizantino, furono intraprese da 'Amr ibn al-'As di sua spontanea volontà. Egli credeva che sarebbero state vittorie facili e che l'eco delle sue vittorie sarebbe presto giunto al califfo dopo le conquiste.
Le fonti arabe chiariscono inoltre che non si verificarono battaglie campali in Nubia. Tuttavia, menzionano un incontro durante il quale Uqba ibn Nafi' e le sue forze si imbatterono in un gruppo di nubiani con cui prontamente si scontrarono prima che i musulmani potessero difendersi. Nella successiva schermaglia avvenuta, pare che 150 musulmani persero un occhio.
Le fonti arabe sostengono che più che un singolo scontro decisivo vi furono tanti piccole lotte su scala minore per via delle tattiche di guerriglia adottate dalle truppe Nubia e. Gli scritti sostengono che i Nubiani solevano attirare i musulmani e poi aggredirli con gli arcieri. Questa constatazione, unita all'affermazione secondo cui i cavalieri nubiani eseguivano meglio gli attacchi rapidi rispetto alla controparte musulmana, fu segnalata dalle cronache islamiche al fine di rimarcare l'assenza di una battaglia campale.
Indipendentemente da come effettivamente si svolsero i combattimenti, Uqba ibn Nafi' non riuscì a portare a termine la sua spedizione e scrisse a suo cugino che non poteva vincere contro il suo nemico e che la Nubia era una terra molto povera senza tesori per cui valesse la pena combattere. Uqba potrebbe non aver esagerato, dal momento che la Nubia era circondata da aspri deserti. Dopo aver ricevuto tale notizia, Amr bin al-As chiese a suo cugino di ritirarsi, cosa che avvenne.

## Conseguenze
Al-Baladhuri afferma che 'Amr decise di ritirare le sue forze per due ragioni principali: l'assenza di bottino e la coriacea resistenza messa in atto dai Nubiani. Si pensò dunque di giungere a una pace, con il risultato che l'aggressivo comandante musulmano la sfruttò per eseguire campagne altrove. La pace tra l'Egitto musulmano e la Makuria cristiana si materializzò davvero solo con la successione di 'Abd Allāh ibn Saʿd ibn Abī l-Sarḥ nel 645. Questa pace sarebbe durata fino alla seconda battaglia di Dongola del 652, il cui esito avrebbe portato a uno dei trattati di pace più lunghi di cui si ha conoscenza in epoca medievale e non solo.